# Hnutí konkrétního umění
Hnutí pro konkrétní umění (italsky Movimento Arte Concreta), zkráceně MAC, je umělecké hnutí založené v Miláně roku 1948. Založili jej umělci Atanasio Soldati, Gillo Dorfles, Bruno Munari, Gianni Monnet, Augusto Garau, Ettore Sottsass, podporoval jej také Albino Galvano. Cílem hnutí bylo podpořit nefigurativní umění, a to zejména typ abstrakce osvobozený od jakékoliv imitace a odkazu na vnější svět, převážně geometrického zaměření.
Název hnutí odkazuje na význam slova „konkrétní“, který poprvé zavedli v třicátých letech malíři Van Doesburg a Kandinskij. Konkretismus se tedy staví proti figuraci i takzvané „lyrické“ abstrakci.